# ドーキー
ドーキー（愛: Deilginis、英: Dalkey）は、アイルランドのダブリン県ダン・レアリー＝ラスダウン市に位置する町。

## 概要
ドーキーは、ダブリン郊外の富裕層の町であり、南東に位置する海水浴場である。ヴァイキングの居住地として設立され、中世には活発な港となっていた。記録家のジョン・クリンによると、14世紀半ばにペストがアイルランドに入ってきた港のひとつだったという。現代では、ドーキーは海辺の郊外になり、観光客も訪れている。ダブリンで最も裕福な地区のひとつであり、ロバート・フィスク、U2のボノ、U2のジ・エッジ、ヴァン・モリソン、エンヤなどの作家や著名人の住居がある。

## 語源
ドーキーは、沖合にあるドーキー島から命名されており、アイルランド語の「deilg（とげ）」と「inis（島）」に由来している。

## 地理
ドーキーは、ダン・レアリー（およびサンディコーブとグラスツール）とキライニーの間の海岸沿いにある。沖合にはドーキー島（18世紀までは「聖ベグネッツ島」とも呼ばれていた）、マルデン・ロック、クレア・ロック、ラム・アイランド、さらに沖合には独自の灯台を持つザ・ムグリンズがある。町は平地にあるが、南西のキライニー・ヒルに続く尾根の北側の最高点であるドーキー・ヒル（140 m）までそびえ立っており、この2つの丘は現在キライニー・ヒル・パークとして知られる公共の公園に含まれている。

## 遺産
15世紀から16世紀にかけて建てられた7つの城があったが、1837年には、サミュエル・ルイスの『Topographical Dictionary of Ireland（アイルランドの地形辞典）』に古城のうち4つは完全に破壊され、他の3つの城の跡は長い間解体されているが、かつての重要性を顕著に物語っており、1つは個人の住居に、もう1つは店舗に、そして3つ目は大工の店になっていると記されている。

## 野生生物
ドーキー島にはアザラシの群生があり、野生のヤギの群れも住んでいる。バードウォッチ・アイルランドは、ドーキー島のすぐ北にあるメイデン・ロック（Maiden Rock）にバラ科のベニアジサシの群生を作った。また、3頭のハンドウイルカの群れが、ドーキー島周辺の海を頻繁に訪れている。